# Enrico Uziel
Enrico Uziel (Venetië, 13 oktober 1842 – Palermo, 28 mei 1860) was een rebel die met Giuseppe Garibaldi vocht om het koninkrijk der Beide Siciliën te bevrijden van het Huis Bourbon, teneinde Italië te verenigen.

## Levensloop

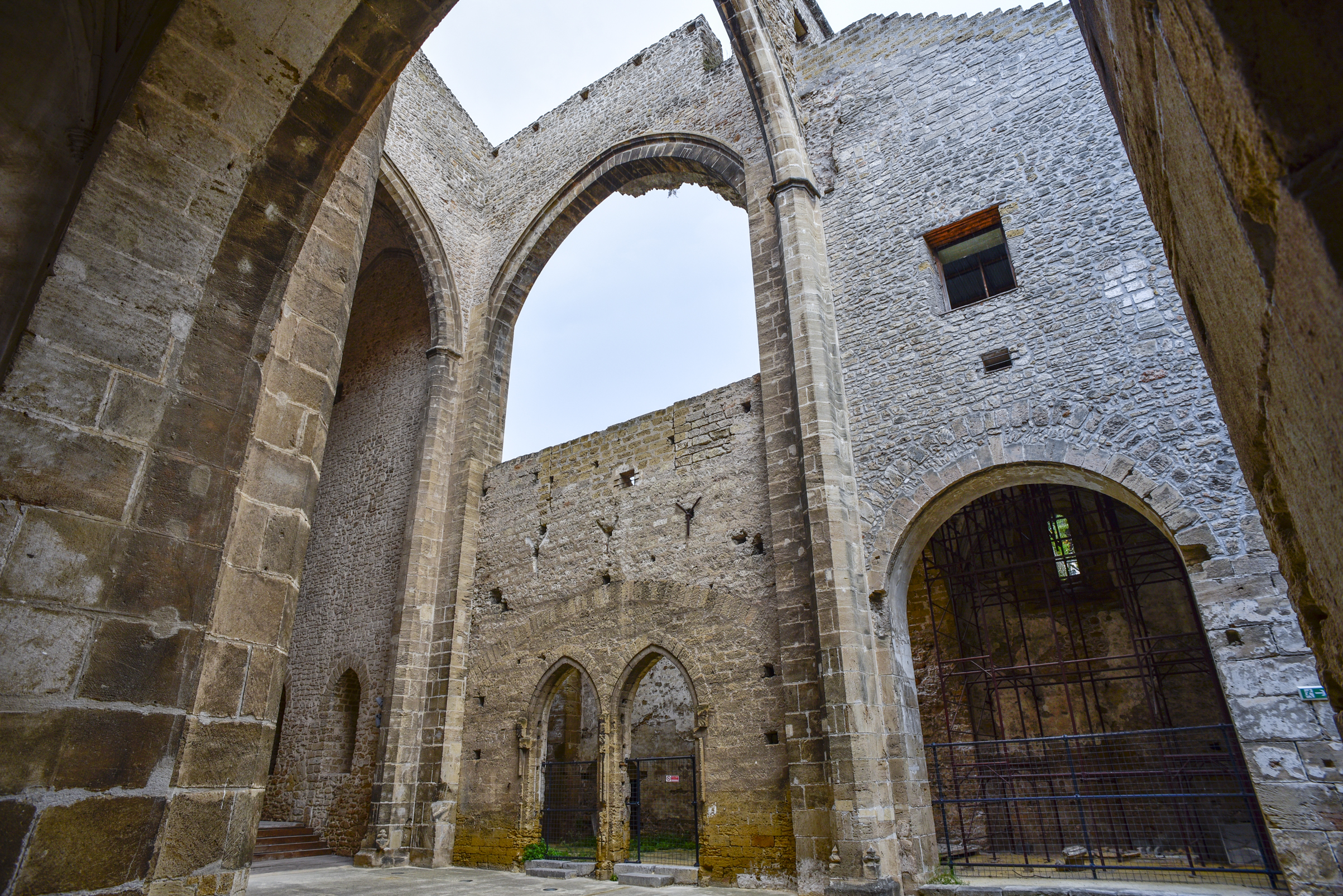
Voormalige kerk Santa Maria dello Spasimo in Palermo, Italië

Uziel was een zoon van de joodse handelaar Aronne Uziel in Venetië. Venetië was destijds een stad in het koninkrijk Lombardije-Venetië, een land in handen van de Oostenrijkse Habsburgers. Uziel sloot zich aan bij het rebellenleger van Giuseppe Garibaldi, de Roodhemden geheten. Uziel deed dit uit patriottische motieven. Hij reisde naar Genua, samen met zijn neef Davide Cesare Uziel. Uziel trok met de Roodhemden op naar het fort van Talamone in het groothertogdom Toscane; Toscane werd bestuurd door Oostenrijkse Habsburgers. 
Nadien vocht hij in Sicilië in de zogeheten operatie Spedizione dei Mille. Hij sneuvelde in Palermo in 1860. Hij en zijn maat Enrico Eugenio Rechiedei overleefden een kanonbal niet die was afgevuurd door troepen die trouw waren aan het Bourbonregime. Zowel Uziel als Richiedi werden begraven in de ontwijde kerk Santa Maria dello Spasimo in Palermo.
In het Staatsblad van het koninkrijk Italië van 12 november 1878 is zijn naam vermeld op de lijst van gesneuvelden voor het vaderland.